# Названов, Михаил Михайлович
Михаи́л Миха́йлович Назва́нов (30 января (12 февраля) 1914, Москва — 13 июня 1964, там же) — советский актёр театра и кино, заслуженный артист РСФСР (1949), лауреат трёх Сталинских премий (1948, 1949, 1950)

## Биография
Михаил Названов родился в Москве в обеспеченной семье крупного техника-технолога М. К. Названова. Мать будущего актёра, Ольга Николаевна Бутомо-Названова, известная камерная певица, хотела, чтобы Михаил стал пианистом, и он окончил музыкальный техникум при Московской консерватории по классу фортепиано.
Тем не менее Названов предпочёл стать актёром: в 1931 году, в возрасте 17 лет, он пришёл в Малый театр и был зачислен во вспомогательный состав; в том же году поступил в студию Художественного театра. Свою «Работу актёра над собой» К. С. Станиславский написал в форме дневника молодого актёра, изучающего систему Станиславского в драматическом училище; и, хотя в предисловии автор утверждал, что ни училище, ни его педагоги и ученики «не существуют в действительности», по случайному или не случайному совпадению он дал автору дневника фамилию «Названов».

### Театральная карьера
Когда книга Станиславского вышла в свет, реальный актёр Названов, успев сыграть лишь несколько небольших ролей на прославленной сцене, уже находился в Ухтпечлаге: 30 апреля 1935 года по доносу коллеги он был арестован и в июле приговорён к пяти годам исправительно-трудовых лагерей по статье 58.10 УК РСФСР. С 1936 года он был актёром лагерного театра в Ухте (ныне — Ухтинский филиал республиканского драматического театра Веры Гой), выступал на этой универсальной сцене не только в драматических спектаклях, но и в опереттах и даже в опере. В лагере судьба свела молодого актёра с профессионалами, у которых было чему учиться.
В 1940 году Михаил Названов освободился с запретом на проживание в крупнейших городах; не имея возможности вернуться в Москву, служил в Симферопольском театре имени М. Горького; после эвакуации Крыма недолгое время был актёром Русского драматического театра имени Н. К. Крупской во Фрунзе. В 1942 году в Чимкенте он был принят в труппу находившегося там в эвакуации Театра имени Моссовета. Театр вскоре переехал в Алма-Ату, где, к счастью для Названова, находилась в то время киностудия «Мосфильм». Первая же большая роль — Олеко Дундич в одноимённой пьесе — обратила на молодого актёра внимание и критиков, и кинорежиссёров. Сергей Эйзенштейн пригласил его на роль Андрея Курбского в «Иване Грозном», Александр Столпер — на роль Андрея Панова в фильме «Жди меня». Популярнейший в годы войны фильм Столпера стал кинодебютом Названова и принёс ему всесоюзную известность.

#### Послевоенные годы
В марте 1944 года актёр добился снятия судимости, получив таким образом право на проживание в столице (полностью он был реабилитирован Верховным Судом СССР лишь 30 декабря 1956 года).
В мае 1944 года Михаил Названов вернулся в Москву, в Театр им. Моссовета, где вскоре стал одним из ведущих актёров. «…Он обладал, — вспоминал Ростислав Плятт, — всем, что требуется… для амплуа героя-любовника, любимца публики. Рост, голос, и не  только драматический, но и вокальный, интересное лицо, осанка, пластичность». Но Юрий Завадский не был склонен эксплуатировать эти качества актёра; Названов в его театре играл такие разноплановые роли, как лощёный садист Розенберг в пьесе К. Симонова «Русские люди», Тригорин в чеховской «Чайке», Кречинский в «Свадьбе Кречинского» А. Сухово-Кобылина, Гульд в  «Русском вопросе» К. Симонова. В пьесе А. Софронова «Московский характер» Названов, по свидетельству Плятта, играл «этакого  рассеянного увальня-очкарика, тихого, с затрудненной речью, нескладного, но крайне обаятельного». И в то же время — полярный этому  образу журналист Гульд: «Названов нашел в этой роли какой-то особый динамизм, можно сказать, "танковый" ход авантюриста, подминающего под себя  все на своем пути». В военные и в первые послевоенные годы Названову часто приходилось сталкиваться с драматургией К. Симонова — и в театре (кроме названных пьес — «Парень из нашего города» еще в Симферополе), и в кино («Жди меня» и «Русский вопрос»); на подаренном актёру томе своих избранных сочинений Симонов написал: «...Дарю эти стихи как читателю, эти рассказы как не читавшему их и эти пьесы как игравшему их лучше, чем они написаны».
Ещё в 1942 году Названов познакомился со своей будущей женой — коллегой по сцене Ольгой Викландт. В 1950 году вместе с ней последовал за своим другом Василием Ваниным (назначенным главным режиссёром) во вновь созданный Московский театр им. А.С. Пушкина. Здесь Ванин вновь поставил для Названова «Свадьбу Кречинского»; об этой работе актёра критик писал: «М. Названов играет Кречинского легко, с блеском, с той внутренней свободой, когда индивидуальность актёра полностью растворяется в создаваемом образе и забывается всякая условность сценических обстоятельств».
После смерти Ванина, не сработавшись с новым главным режиссёром, Названов в 1957 году вернулся во МХАТ, где играл среди прочего Стиву Облонского в знаменитой «Анне Карениной» Вл. И. Немировича-Данченко. Но это был уже не МХАТ его юности; разочарованный, Названов в 1960 году покинул и МХАТ, и театр вообще, став актёром киностудии «Мосфильм».

### Кинематограф

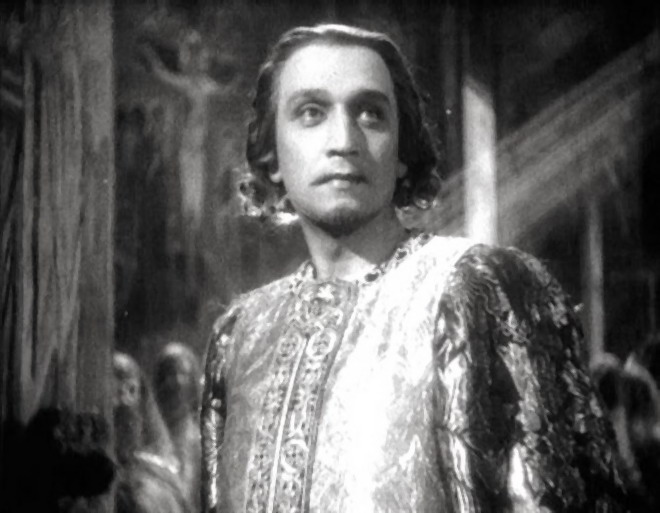
Михаил Названов в роли Андрея Курбского («Иван Грозный»)

Роль Андрея Курбского в знаменитом фильме Эйзенштейна стала для Названова самой мучительной работой в кино. Почему — лучше, чем сам актёр в письмах к жене, объяснил много лет спустя Виктор Некрасов: «…Актёры (хотя все они первоклассные) — Черкасов, Жаров, Бирман, Бучма, Названов — не живут. […] Эйзенштейн, прекрасный художник, рисовал свои кадры. Актёр должен был выполнять рисунки. Это, конечно, пытка». Тем не менее молодой актёр удостоился за эту работу высочайшей похвалы — в известной беседе с Эйзенштейном и Черкасовым в 1947 году по поводу второй серии «Ивана Грозного» Сталин сказал: «Курбский — великолепен».
В целом же карьера Михаила Названова в кино складывалась вполне счастливо. Даже в трагическую для деятелей кинематографа эпоху «малокартинья», когда большинство актёров и режиссёров оказались без работы, Названов был востребован, снялся в том числе и в удостоенных Сталинских премий фильмах «Русский вопрос» и «Встреча на Эльбе». Если оба фильма, вышедшие на экраны в первые годы холодной войны, должны были, с одной стороны, разоблачать «поджигателей войны», а с другой — проповедовать дружбу между народами, то Названов с равным успехом играл в «Русском вопросе» карьериста на службе у идеологов Третьей мировой, а во «Встрече на Эльбе» — бывшего школьного учителя, олицетворение дружеских чувств простых американцев к русским союзникам. Помимо Эйзенштейна, он сотрудничал с такими режиссёрами, как Всеволод Пудовкин, Михаил Ромм, Григорий Александров, Григорий Козинцев и молодой Сергей Параджанов («Цветок на камне»).

В роли майора Джеймса Хилла («Встреча на Эльбе»)

В кино диапазон ролей Названова был ещё шире, чем на театральной сцене, включал характерно-комедийные и гротесковые роли, как уездный гуляка Кляузов в «Шведской спичке» Константина Юдина или акробат Беккер в «Гуттаперчевом мальчике» Владимира Герасимова; в то же время одной из лучших его работ в кино критики считают Семёна Вальгана в производственной драме Владимира Басова «Битва в пути». Характер крупный, размашистый в проявлении чувств, равно способный и привлекать, и отталкивать, Вальган Названова оказался сложнее и драматичнее героя повести Галины Николаевой.
О характерах, созданных актёром на сцене и на экране, критик писал: «Едва ли среди этих образов можно найти хоть один, который был бы похож на самого Михаила Михайловича, повторял бы его, как человека, как личность. […] Он любил преодолевать материал, ощущая его сопротивление, радовался победе над ним. Он стремился к решению сложных творческих задач, связанных с большой внутренней перестройкой. Искусством перевоплощения он владел в совершенстве…». В созданные им образы Названов, как отмечали критики, наряду с характерностью и колоритностью, вносил романтическую окраску.
Незаурядные внешние данные побуждали режиссёров приглашать Названова на роли российских императоров — Александра I, Александра II, трижды Николая I. Роковой для него стала роль короля Клавдия в фильме Г. Козинцева «Гамлет»: преждевременное возвращение на съёмочную площадку после тяжёлой операции стоило актёру жизни.
Названов много работал и на радио, где дебютировал в 1945 году в радиоспектакле «Дон Кихот»; 31-летнему актёру, с его звучным басом, пришлось петь «Серенаду Дон Кихота» за 70-летнего Василия Качалова, под его далеко не молодой голос. Серенада обрела самостоятельную жизнь на концертной эстраде, вошла в репертуар многих исполнителей, однако и самому Названову вокальные данные позволяли петь не только на сцене и в музыкальных радиоспектаклях, но и выступать с успехом в концертах в качестве певца.
Михаил Названов умер 13 июня 1964 года в возрасте 50 лет в Москве. Ольга Викландт, исполняя последнюю волю мужа, развеяла его прах над Чёрным морем в Крыму.

## Творчество

### Театральные работы

#### Московский театр имени Моссовета
- 1942 — «Олеко Дундич» М. Каца и А. Ржешевского; постановка Ю. Завадского — Олеко Дундич
- 1942 — «Русские люди» К. Симонова; постановка Ю. Завадского — Розенберг
- 1942 — «Фронт» А. Корнейчука; постановка Ю. Завадского — Остапенко
- 1944 — «Отелло» У. Шекспира; постановка Ю. Завадского — Кассио
- 1945 — «Трактирщица» К. Гольдони; постановка Ю. Завадского — Кавалер ди Риппафратта
- 1945 — «Чайка» А. Чехова; постановка Ю. Завадского — Тригорин
- 1947 — «Русский вопрос» К. Симонова; постановка Ю. Завадского — Гульд
- 1949 — «Московский характер» А. Софронова; постановка Ю. Завадского — Кривошеин
- 1949 — «Обида» А. Сурова; постановка В. Ванина — Телегин
- 1949 — «Свадьба Кречинского» А. Сухово-Кобылина; постановка В. Ванина — Кречинский[15]

#### Московский драматический театр имени А. С. Пушкина
- 1950 — «Из искры» Ш. Дадиани; постановка В. Ванина (премьера — 21 октября 1950) — Датиэлэ
- 1950 — «Джон — солдат мира» Г. Мдивани; постановка В. Ванина — Джон Робертсон
- 1951 — «Свадьба Кречинского» А. Сухово-Кобылина; постановка. В. Ванина (премьера — 9 марта 1951) — Кречинский
- 1952 — «Украденное счастье» И. Франко; постановка. В. Ванина — Гурман
- 1952 — «На бойком месте» А. Островского; постановка О. Викландт (премьера — 21 октября 1952) — Миловидов
- 1953 — «Хозяйка гостиницы» К. Гольдони — Кавалер ди Риппафратта
- 1955 — «Мария Тюдор» В. Гюго; постановка И. М. Туманова — Джильберт[7]

#### МХАТ
- 1957 — «Ученик дьявола» Б. Шоу; постановка Г. Конского — генерал Бэргойн
- 1957 — «Идеальный муж» О. Уайльда; постановка В. Станицына и Г. Конского — лорд Чилтерн
- 1957 — «Анна Каренина» по роману Л. Толстого; постановка Вл. И. Немирович-Данченко — Стива Облонский
- 1958 — «Лиса и виноград» Г. Фигейреду; постановка Лесли — Агностос

### Фильмография

#### Актёр
- 1943 — Жди меня — Андрей Панов
- 1944 — Иван Грозный — князь Андрей Курбский
- 1946 — Глинка — Костя, гусар
- 1947 — Русский вопрос — Гульд, журналист
- 1949 — Встреча на Эльбе — майор Джеймс Хилл
- 1949 — Сталинградская битва — полковник Людников
- 1950 — Жуковский — Дмитрий Рябушинский
- 1951 — Белинский — Николай I
- 1951 — Незабываемый 1919 год — князь Голицын (нет в титрах)
- 1951 — Тарас Шевченко — Николай I / Александр II
- 1952 — Композитор Глинка — Николай I
- 1953 — Корабли штурмуют бастионы — Александр I
- 1953 — Свадьба Кречинского (фильм-спектакль Театра им. А. С. Пушкина) — Кречинский
- 1954 — Шведская спичка — Марк Иванович Кляузов
- 1954 — Родимые пятна (новелла «Ревизоры поневоле») — Чувайло
- 1955 — На бойком месте (фильм-спектакль Театра им. А. С. Пушкина) — Миловидов
- 1956 — Первые радости — Пастухов, писатель
- 1956 — Хозяйка гостиницы — кавалер Рипафратта
- 1957 — Необыкновенное лето — Пастухов, писатель
- 1957 — Гуттаперчевый мальчик — Беккер, акробат
- 1957 — Поединок — Николаев
- 1958 — Чудотворец из Бирюлёва — Николай Александрович
- 1959 — Песня о Кольцове — Волков
- 1961 — Битва в пути — Семён Петрович Вальган
- 1961 — Первые испытания — Скирмунт
- 1962 — Мой младший брат — Андрей Иванович, профессор
- 1962 — Цветок на камне — Заброда
- 1964 — Сокровища республики — Виктор Антонович Лебедев, профессор живописи
- 1964 — Гамлет — Клавдий[2][24][25]

#### Озвучивание мультфильмов
- 1951 — Сказка о мёртвой царевне и о семи богатырях — 2-й богатырь / солнце / ветер (нет в титрах)
- 1958 — Сказка о Мальчише-Кибальчише — Главный Буржуин

#### Режиссёр
- 1956 — Хозяйка гостиницы[2]

#### Сценарист
- 1956 — Хозяйка гостиницы[2]

### Радиопостановки
- 1945 — «Дон Кихот» по мотивам романа М. де Сервантеса: постановка О. Пыжовой и Б. Бибикова — Герцог[23]
- 1948—1953 — «Клуб знаменитых капитанов» — капитан Немо[26]
- 1949 — «Дэвид Копперфилд» по мотивам одноимённого романа Чарльза Диккенса: постановка Р. М. Иоффе — Моряк[27]
- 1952 — «Трубка» Ю. Нагибин, постановка О. Абдулова — от автора[28]
- 1953 — «Приключения Чиполлино» по одноимённой повести Джанни Родари: постановка Н. В. Литвинова — сеньор Помидор[29]
- 1955 — «Сильва», оперетта И Кальмана; постановка Г. Ярона — Ферри[30]
- 1955 — «Судьба барабанщика» по одноимённой повести А. Гайдара; постановка Н. Литвинова и А. Столбова — Отец[31]
- 1955 — «Александр Алябьев» Н. Каспэ; постановка А. Антокольского — Александр Алябьев[32]
- 1955 — «Атлантическая повесть» М. Жулавского; постановка Н. Герман — Ведущий[33]
- 1956 — «Храбрый портняжка» по мотивам одноимённой сказки братьев Гримм; постановка Ф. Тобиаса — Великан[34]
- 1956 — «Доктор Айболит» по сказке К.И. Чуковского; постановка Н. Александровича — Робинзон, Бармалей[35]
- 1958 — «Граф Люксембург» по мотивам одноимённой оперетты Ф. Легара; постановка Г. Ярона — Ведущий[36]
- 1959 — «Дюймовочка» по одноимённой сказке Х.К. Андерсена — Крот[37]
- 1960 — «Чехов и Левитан» В. Ильинского; постановка М. Турчиновича — Ведущий[38]
- 1962 — «Серебряный герб» К.И. Чуковского; постановка Н. Александровича— Иван Митрофанович[39]

## Признание и награды
- Заслуженный артист РСФСР (1949)[2]
- Сталинская премия первой степени (1948) — за исполнение роли Гульда в фильме «Русский вопрос» (1947)[40]
- Сталинская премия второй степени (1949) — за исполнение роли Телегина в спектакле «Обида» («Большая судьба») А. А. Сурова[41]
- Сталинская премия первой степени (1950) — за исполнение роли Джеймса Хилла в фильме «Встреча на Эльбе» (1949)[2]
- орден «Знак Почёта» (1950)